# USS Utah (BB-31)
O USS Utah foi um couraçado operado pela Marinha dos Estados Unidos e a segunda e última embarcação da Classe Florida, depois do USS Florida. Sua construção começou em março de 1909 na New York Shipbuilding Corporation e foi lançado ao mar em dezembro do mesmo ano, sendo comissionado em agosto de 1911. Era armado com uma bateria principal composta por dez canhões de 305 milímetros montados em cinco torres de artilharia duplas, tinha um deslocamento carregado de mais de 23 mil toneladas e conseguia alcançar uma velocidade máxima de 21 nós.
O Utah começou sua carreira atuando na Frota do Atlântico e ocupou-se principalmente de exercícios de rotina. Em 1914 participou com o Florida da Ocupação de Veracruz durante a Revolução Mexicana, quando desembarcou um contingente de fuzileiros navais para tomar a cidade. Ele atuou na escolta de comboios para a Europa depois dos Estados Unidos terem entrado na Primeira Guerra Mundial em 1917. Após o fim do conflito voltou a sua rotina anterior de exercícios normais, mas também realizou viagens de treinamento e viagens diplomáticas para portos estrangeiros.
O navio foi desmilitarizado em 1931 de acordo com os termos do Tratado Naval de Londres, sendo convertido em um alvo de tiro controlado por rádio. Também foi equipado com diferentes armas antiaéreas para treinamento de artilheiros da frota. O Utah exerceu essas duas funções pela década seguinte. Ele estava presente em dezembro de 1941 no Ataque a Pearl Harbor, emborcando e afundando depois de ser torpedeado duas vezes. Tentativas de recuperá-lo fracassaram, assim seus destroços parcialmente desmontados foram deixados naufragados no local até hoje.